# Auschwitz (chanson)
Pour les articles homonymes, voir Auschwitz (homonymie).
Pistes de Folk beat n. 1
L'atomica cinese Talkin' Milano
Auschwitz   est une chanson de Francesco Guccini incluse dans l'album Folk beat n. 1. La musique et les paroles ont été composées par Francesco Guccini, qui a écrit cette chanson en 1964, quand il était étudiant à l'université. Cependant, la chanson est publiée en 1966 sur un 45 tours, par le groupe rock progressif Equipe 84, mais avec le texte crédité à Iller Pattacini (it) et la musique à Maurizio Vandelli (it). 

## Contenu et son inspiration
Le protagoniste de la chanson est un enfant qui va mourir dans le four crématoire du camp de concentration d'Auschwitz. 
Le texte est raconté par deux voix : le protagoniste, l'enfant qui « est mort avec un autre cent, passé à travers une cheminée et est maintenant dans le vent ». La deuxième voix est celle de l'auteur qui pose une question rhétorique à laquelle il n'y a pas de réponse.
Guccini avait eu l'inspiration pour aborder la question de l'Holocauste après avoir lu  l'essai par Lord Russell Le fléau de la swastika et le roman autobiographique de Vincenzo Pappalettera Tu passerai per il camino (Vous passerez par la cheminée) où il a raconté ses souvenirs de son séjour dans le camp de Mauthausen.